# Nokoreach
Nokoreach är Kambodjas nationalsång. Texten är skriven av Chuon Nat och musiken av F. Perruchot och J. Jekyll. Musiken är baserad på en kambodjansk folkvisa.

## Text
Originalversionen på khmer (kambodjanska)
Som pouk tepda rak sa moha khsath yeung

Oy ben roung roeung doy chey monkol srey soursdey

Yeung Khnom preah ang som chrok Krom molup preah Baromey

Ney preah Noropdey vong Khsattra del sang preah sat thmr

Kroup Kraung dèn Khmer borann thkoeung thkann.

Prasath séla kombang kan dal prey

Kuor oy srmay noeuk dl yuos sak Moha Nokor

Cheat Khmer dauch Thmar kong vong ny lar rung peung chom hor.

Yeung sang Khim por pheap preng samnang robuos Kampuchea.

Moha rth koeut mien you ang veanh hey.

Kroup vath aram lu tè so sap thoeur

Sot doy am no rom lik koun poth sasna

Chol yeung chea neak thioeur thiak smos smak tam bep donnta

Kong tè thévoda nùng chuoy chrom chrèng phkot phkang pra yoch oy

Dol pra teah Khmer chea Moha Nokor